# Beemster
Beemster és un municipi dels Països Baixos, a la província d'Holanda del Nord. L'1 de gener de 2009 tenia 8.596 habitants repartits per una superfície de 72,08 km² (dels quals 1,47 km² corresponen a aigua). Limita al nord amb Schermer i Koggenland, a l'oest amb Graft-De Rijp, a l'eset amb Zeevang i al sud amb Wormerland i Purmerend. El pòlder de Beemster es troba inscrit a la llista del Patrimoni de la Humanitat per la UNESCO.

## Nuclis de població
Middenbeemster, Noordbeemster, Westbeemster, Zuidoostbeemster.

## Història
Així mateix, el Beemster és el primer pòlder dels Països Baixos que va ser obtingut drenant un llac, l'aigua s'extreu dels llacs pels molins de vent.
El pòlder de Beemster s'assecà durant el període 1609 a 1612 mitjançant 43 molins de vent i es troba a 3,5 m sota el nivell de la mar. Jan Adriaenszoon Leeghwater, fabricant de molins i enginyer hidràulic, és l'home que va portar a terme aquest projecte. En completar el drenatge, els holandesos van descobrir que el terreny era fèrtil, gràcies a la calç que contenia. Les terres es varen parcel·lar i arrendar a agricultors i ramaders, i els comerciants rics van construir aquí les seves cases senyorials i mansions.
S'ha conservat intacte el seu paisatge ben ordenat de camps, carreteres, canals, dics i assentaments, planificats de conformitat amb els principis clàssics del Renaixement. Una xarxa de canals paral·lels a la xarxa de carreteres al Beemster. Les xarxes es compensen: els grans canals d'alimentació es compensen amb aproximadament un quilòmetre de les grans carreteres.

## Ajuntament
El consistori està format per 13 regidors:
- BPP 5 regidors
- PvdA 3 regidors
- VVD 3 regidors
- CDA 2 regidors

## Agermanament
- Studená

## Patrimoni de la Humanitat per la UNESCO
- Criteri (i): El pòlder de Beemster és una obra mestra de planificació creativa, en la qual els ideals de l'Antiguitat i el Renaixement s'han aplicat al disseny d'un paisatge regenerat.
- Criteri (ii): L'innovador i intel·lectualment imaginatiu paisatge del pòlder de Beemster ha tingut un profund i durador impacte en la recuperació de projectes tant a Europa com fora.
- Criteri (iv): La creació del pòlder de Beemster marca un important pas endavant en la interrelació entre la humanitat i l'aigua en un període crucial de la societat i l'expansió de l'economia.